# Typhlosaurus caecus
Typhlosaurus caecus — вид сцинкоподібних ящірок родини сцинкових (Scincidae). Ендемік Південно-Африканської Республіки.

## Поширення і екологія
Typhlosaurus caecus мешкають в прибережних районах на заході Західнокапської провінції, на південь до Кейптауна. Вони живуть на прибережних піщаних дюнах, місцями порослих рослинністю. Зустрічаються на висоті до 100 м над рівнем моря.